# Wanaherang
Wanaherang is een bestuurslaag in het regentschap Bogor van de provincie West-Java, Indonesië. Wanaherang telt 32.107 inwoners (volkstelling 2010).